# Trust but Verify
Trust but Verify es el decimoprimer episodio de la primera temporada de la serie estadounidense de drama y ciencia ficción, Arrow. El episodio fue escrito por Gabrielle Stanton y dirigido por Nick Copus. Fue estrenado el 23 de enero de 2013 en Estados Unidos por la cadena CW. En Latinoamérica, Warner Channel estrenó el episodio el 4 de febrero de 2013.
La siguiente persona en la lista de Oliver es el comandante y mentor de Diggle en Afganistán, Ted Gaynor; Oliver sospecha que Ted es responsable de los últimos robos a camiones blindados pero Diggle lo defiende y comienza a trabajar en la compañía de seguridad de Gaynor para vigilar. Oliver decide ir tras Ted lo que lo pone en desacuerdo con Diggle. Mientras tanto, Thea sospecha que su madre está teniendo una aventura con Malcolm, y Laurel tiene una cena incómoda con los Merlyn.

## Argumento
Después de que un camión blindado es robado, y los conductores asesinados, Oliver considera que uno de los ladrones es ex-marine Ted Gaynor, una persona cuyo nombre se encuentra en la lista. Diggle rechaza la suposición de Oliver, ya que Gaynor era comandante de Diggle durante su primer período de servicio en Afganistán y le salvó la vida, por lo que confía plenamente en él. Oliver va tras Gaynor independientemente y roba datos cifrados de su computadora, pero Diggle intercede y evita que Oliver reciba información directamente de Gaynor. Los datos revelan los planes para robar camiones blindados, que Oliver utiliza para rastrear y detener a los ladrones en su siguiente golpe. Oliver informa Diggle que Gaynor que no estaba en el atraco, Diggle cree que el responsable es alguien de la empresa de seguridad de Gaynor. Mientras investiga, Diggle se entera de que Gaynor fue el cerebro detrás de los robos, y se ve obligado a unirse a su equipo para recuperar el dinero que perdió en el atraco que Oliver frustró y salvar la vida de Carly, ya que Ted la ha tomado como rehén. Diggle se retira de ayudar a Gaynor, quien intenta matar a Diggle en represalia. Oliver llega a tiempo y mata a Gaynor antes de que pueda tener éxito. Después, Oliver se disculpa por no confiar en Diggle, citando a su vez de la isla cuando su confianza fue violada por Yao Fei, que se revela que ha estado trabajando con Fyers todo el tiempo. Por otra parte, Malcolm invita a Tommy y Laurel a cenar para pedirle a su hijo que firme los documentos para destruir el hospital que su madre fundó en Los Glades, a lo que Tommy se rehúsa. Mientras tanto, creyendo que su madre engaña a Walter, Thea ingiere una droga nueva conocida como "Vertigo", y estrella su coche mientras conduce bajo la influencia de dicha dorga, por lo que salir del hospital es arrestada ante la sorpresa de Oliver.

## Elenco
- Stephen Amell como Oliver Queen.
- Katie Cassidy como Dinah Laurel Lance.
- Colin Donnell como Tommy Merlyn.
- David Ramsey como John Diggle.
- Willa Holland como Thea Queen.
- Susanna Thompson como Moira Queen.
- Paul Blackthorne como el detective Quentin Lance. (crédito solamente)

## Continuidad
- Es el cuarto episodio en donde uno de los personajes principales está ausente, después de An Innocent Man, Legacies y Vendetta.
- Yao Fei, Edward Fyres, Felicity Smoak y Malcolm Merlyn fueron vistos anteriormente en Year's End.
- Carly Diggle fue vista anteriormente en Vendetta.
- Este episodio marca la primera y única aparición de Ted Gaynor y Paul Knox.

## Desarrollo

### Producción
La producción de este episodio comenzó el 22 de octubre y terminó el 30 de octubre de 2012.

### Filmación
El episodio fue filmado del 2 al 13 de noviembre de 2012.

### Casting
El 8 de noviembre se dio a conocer que Ben Browder fue contratado para interpretar a Ted Gaynor.

## Recepción

### Recepción de la crítica
Alisdair Wilkins de A.V Club calificó al episodio con una B+, diciendo:

"Los títulos de los episodios raramente logran ser tan apropiados como Trust but Verify. Al menos cinco personajes diferentes se enfrentan a la posibilidad de que alguien que creían conocer ha violado su confianza, a menudo de maneras indescriptibles".
Alisdair Wilkins.

Jesse Scheeden de IGN calificó al episodio como grandioso y le dio una puntuación de 8.7, comentando:

"Trust but Verify fue un episodio ejecutado consistentemente que obligó a casi todos los personajes principales a hacer frente a la disparidad entre cómo quieren percibir las personas cercanas a ellos y cómo son realmente. Sólo la presencia de otro villano subdesarrollado detuvo a este episodio de explotar plenamente su potencial. El resultado final fue una notable mejora con respecto a la semana pasada. Sin embargo, es preocupante ver a tantos personajes de DC utilizados como desechables, villanos subdesarrollados. Los recientes anuncios de casting prueban que el hila de caras conocidas no se ralentizará a corto plazo. Los escritores realmente necesitan encontrar un mejor uso a estos personajes invitados".
Jesse Scheeden.

### Recepción del público
El episodio fue visto por 3.14 millones de espectadores, recibiendo 1.1 millones entre los espectadores entre 18-49 años.